# جفری کوتیک
جفری کوتیک (به انگلیسی: Jeffrey Kotyk)، نویسنده و محقق تاریخ (دکترا، دانشگاه لیدن، ۲۰۱۷) است. او رابطه بین چین و جهان گسترده‌تر را در اواخر دوران باستان با تمرکز ویژه بر انتقال علوم (نجوم، ستاره‌شناسی، پزشکی و متالورژی) به شرق آسیا مورد بررسی قرار داده است. تحقیقات او همچنین مطالعات بودایی و تاریخ ژاپن را پوشش داده است. نظرسنجی اخیر او، طالع بینی و جادوی اختری در ژاپن در کتاب راهنمای مطالعات تانتریک آکسفورد (۲۰۲۴) ظاهر شده است. او نویسنده کتاب روابط چین و ایران و چین و عربی در اواخر باستان: چین و اشکانیان، ساسانیان و اعراب در هزاره اول (بریل، ۲۰۲۴) است که یک مطالعه جامع دربارهٔ روابط تاریخی غرب و شرق آسیا است. او همچنین متون کلاسیک بودایی چینی را ترجمه کرده است.